# Einion Yrth ap Cunedda
Einion ap Cunedda (420? - 500?) (latin : Engenius ; anglais : Enoch) aussi connu sous le nom de Einion Yrth (« L'Impétueux ») fut un roi de Gwynedd (Venedos) et le fils de Cunedda. 

## Biographie
On pense qu'il voyagea avec son père du sud de l'Écosse actuelle vers le nord du Pays de Galles au début des années 450 pour repousser les envahisseurs Irlandais de la région. Après la mort de son père, vers 460, Einion prit le contrôle du futur royaume de Gwynedd. Avec l'aide de son frère Ceredig, seigneur de Ceredigion, et de son neveu Meirion, seigneur de Meririonnydd, Einion fit fructifier les bases établies par son père et imposa la suprématie de son clan dans la région. Ses deux fils lui succédèrent, Cadwallon sur le trône du Gwynedd et Owain Ddantgwyn qui fonda le petit royaume de Rhôs.
Selon une hypothèse de David Sims et Mick Baker, Einion aurait été nul autre que Uther Pendragon (Yrthr Pen Draig), le père du roi Arthur (ce dernier aurait donc pu être Owain Ddantgwyn).

## Sources
- (en) Mike Ashley The Mammoth Book of British Kings & Queens Robinson (Londres 1998)   (ISBN 1841190969) « Einion Yrth Venedos (Gwynedd)  c470 - c480s. » p. 142.
- (en) Peter Bartrum, A Welsh classical dictionary: people in history and legend up to about A.D. 1000, Aberystwyth, National Library of Wales, 1993, p. 262-263 EINION YRTH ap CUNEDDA WLEDIG. (410).